# Nikos Sergianopoulos
Nikos Sergianopoulos (Νίκος Σεργιανόπουλος; Drama (Grecia), 24 de septiembre de 1952 — Atenas, 4 de junio de 2008), fue un actor griego.

## Biografía
Sergianopoulos se graduó en el Teatro Nacional del Norte de Grecia (ΚΘΒΕ) y fue miembro fundador del club de arte Piramatiki Skini Tehnis de Tesalónica. Trabajó en numerosas obras teatrales y de televisión siendo uno de sus personajes más populares el papel de Mega Channel en la serie Dyo Xenoi (1997–98).

## Muerte
Sergianopoulos fue encontrado muerto en su apartamento la mañana del 4 de junio de 2008, en Pagkrati, el distrito central de Atenas. Según el atestado policial, fue víctima de homicidio, sufriendo un total de veintiuna puñaladas. Su apartamento fue encontrado desordenado y la cantidad de botellas de cerveza y vasos de bebidas en el lugar sugirieron que Sergianopoulos había tenido visitas el día anterior. Su puerta de entrada no sufrió daños; hecho que sugiere que los asesinos ya conocían a la víctima y habían ingresado con su consentimiento. La policía cree que el ataque fue perpetrado por dos personas. El hecho de que Sergianopoulos hubiera sido arrestado por posesión de drogas en la zona de Kolonos en diciembre de 2007 puede estar relacionado con el asesinato.
Un ciudadano georgiano fue arrestado el 26 de julio de 2008 en Kolonos que posteriormente confesó el asesinato. Declaró que había atacado a Sergianopoulos después de su rechazo a las insinuaciones del actor. El hombre fue acusado de asesinato premeditado, robo, posesión de armas y entrada ilegal en Grecia.
El asesino de Sergianopoulos, saldría de prisión en 2023, pues cumpliría 15 años de prisión. Sin embargo, el 26 de junio de 2021, tras una pelea en la cárcel, apuñaló a un compañero de prisión y lo mató.